# Il pastor fido

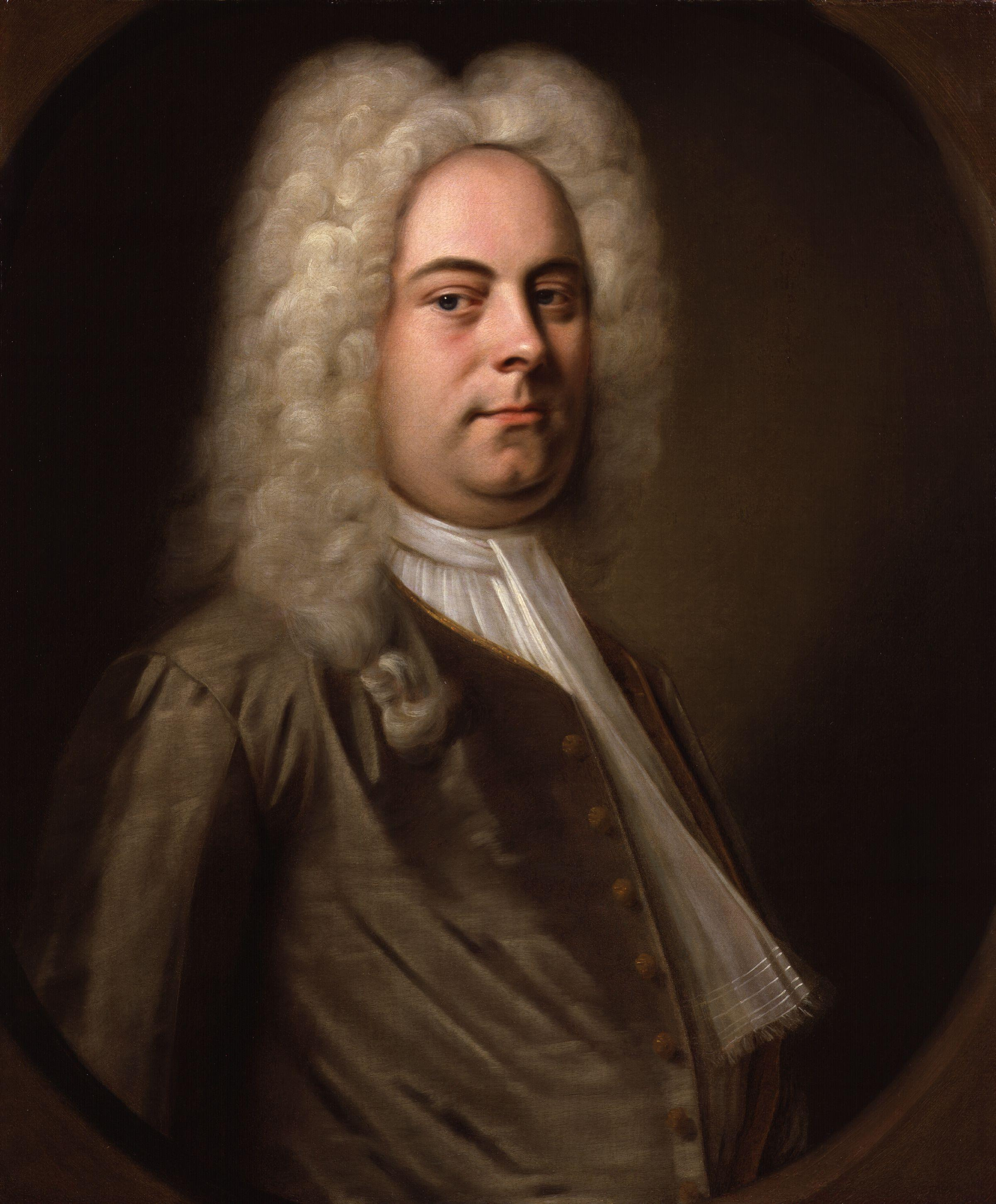
Georg Friedrich Händel

Il pastor fido (Den trofaste herden) (HWV 8) är en opera seria i tre akter av Georg Friedrich Händel. Librettot är skrivet av Giacomo Rossi efter dikten med samma namn av Giovanni Battista Guarini. Verket hade urpremiär den 22 november 1712 på The Queen's Theatre, Haymarket, London (senare The King's Theatre). Operans svenska premiär skedde den 4 september 1969 på Drottningholms slottsteater utanför Stockholm.

## Historia
Il pastor fido bygger på en dikt som blev känd för sitt pastorala innehåll och hade redan tonsatts två gånger tidigare under 1700-talet. Medan Händels tidigare opera Rinaldo (1711) hade varit heroisk och spektakulär  blev Il pastor fido intim och charmig. Det fanns goda skäl att inte upprepa innehållet i Rinaldo men det fanns även praktiska orsaker till kontrasten: operan i Haymarket inledde säsongen 1712 med att inte ha en stor sångstjärna och var dessutom oförmögen att sätta upp ännu en dyrbar produktion. Rossi skalade ned antalet karaktärer i Guarinis dikt och Händel tog en del av sin tidigare skrivna musik för att täcka upp all musik som behövdes. 
Händel bearbetade sin opera två gånger, först i maj 1734 och sedan i november samma år, då han skrev en prolog som utspelades i Eratos tempel. Endast åtta av de ursprungliga 32 numren blev kvar i 1734 års version.

## Personer
- Amarilli (sopran)
- Dorinda (kontraalt)
- Eurilla (sopran)
- Mirtillo (soprankastrat)
- Silvio (altkastrat)
- Tirenio (bas)

## Handling
Jaktens gudinna Diana har lovat bort nymfen Amarilli till Silvio, som dock har svurit att avstå från kärleken och ägna sig åt jakt. Mirtillo älskar Amarilli och hon honom, men på grund av löftet till Silvio avvisar hon hans kärlek. Därför ber han Eurilla om hjälp, men eftersom hon själv är förälskad i Mirtillo väcker hon i stället Amarillis svartsjuka. Till sist löser sig dock alla knutar och Amarilli och Mirtillo kan vigas. Samtidigt förenas Silvio med Dorinda, som hela tiden har älskat honom.